# Alchemilla atlantica
Alchemilla atlantica es una especie de planta del género Alchemilla, perteneciente a la familia Rosaceae.

## Taxonomía
Alchemilla atlantica fue descrita por H. Lindb. en 1932.

## Distribución
Se encuentra en el territorio de Marruecos.